# Bourbon-Lancy
Bourbon-Lancy é uma comuna francesa na região administrativa de Borgonha-Franco-Condado, no departamento Saône-et-Loire. Estende-se por uma área de 55,66 km². Em 2010 a comuna tinha 4 893 habitantes (densidade: 87,9 hab./km²).